# Hernando de Soto Bridge
L'Hernando de Soto Bridge est un pont routier permettant à l'Interstate 40 de franchir le Mississippi entre West Memphis en Arkansas et Memphis au Tennessee.

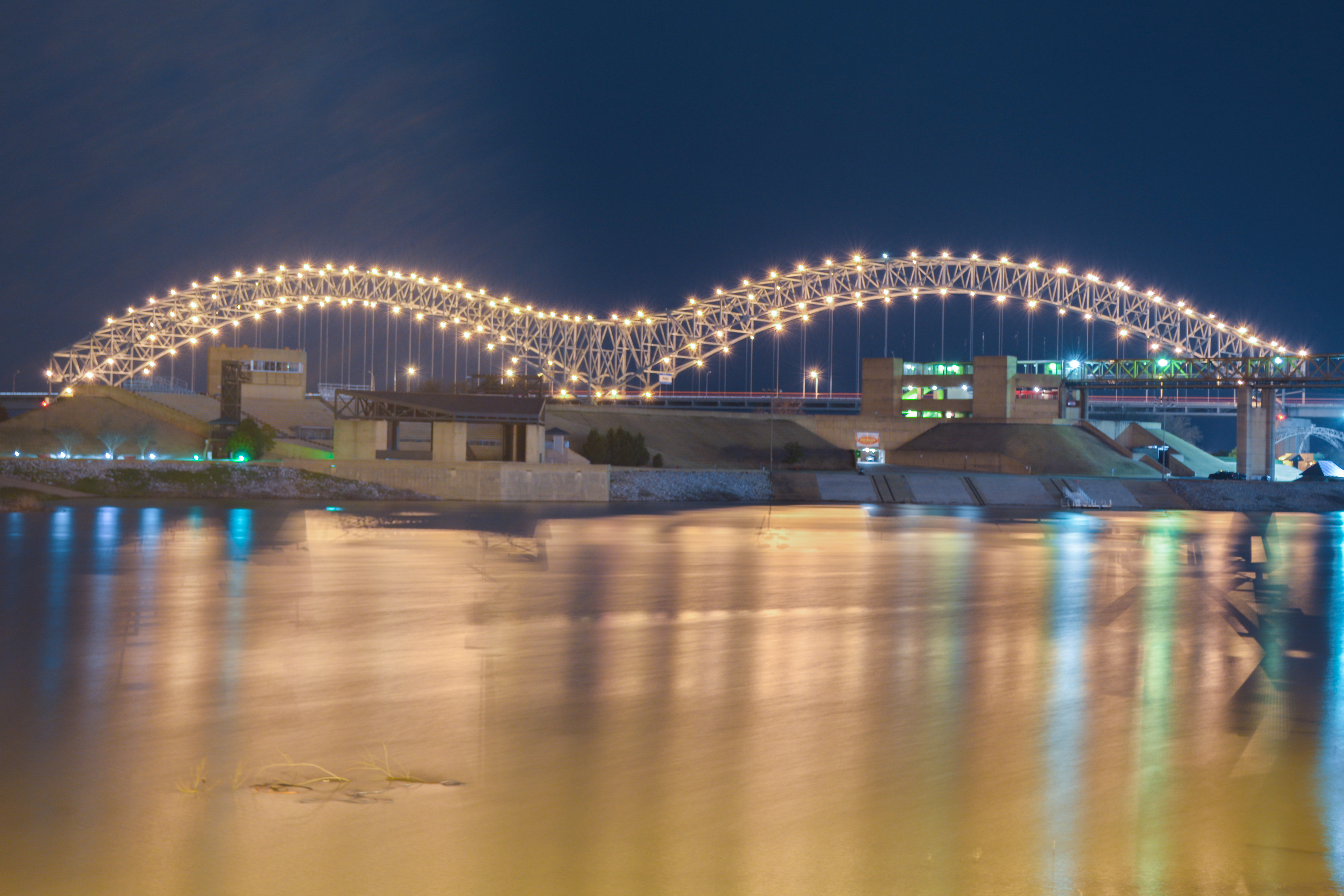
Hernando de Soto Bridge de nuit.

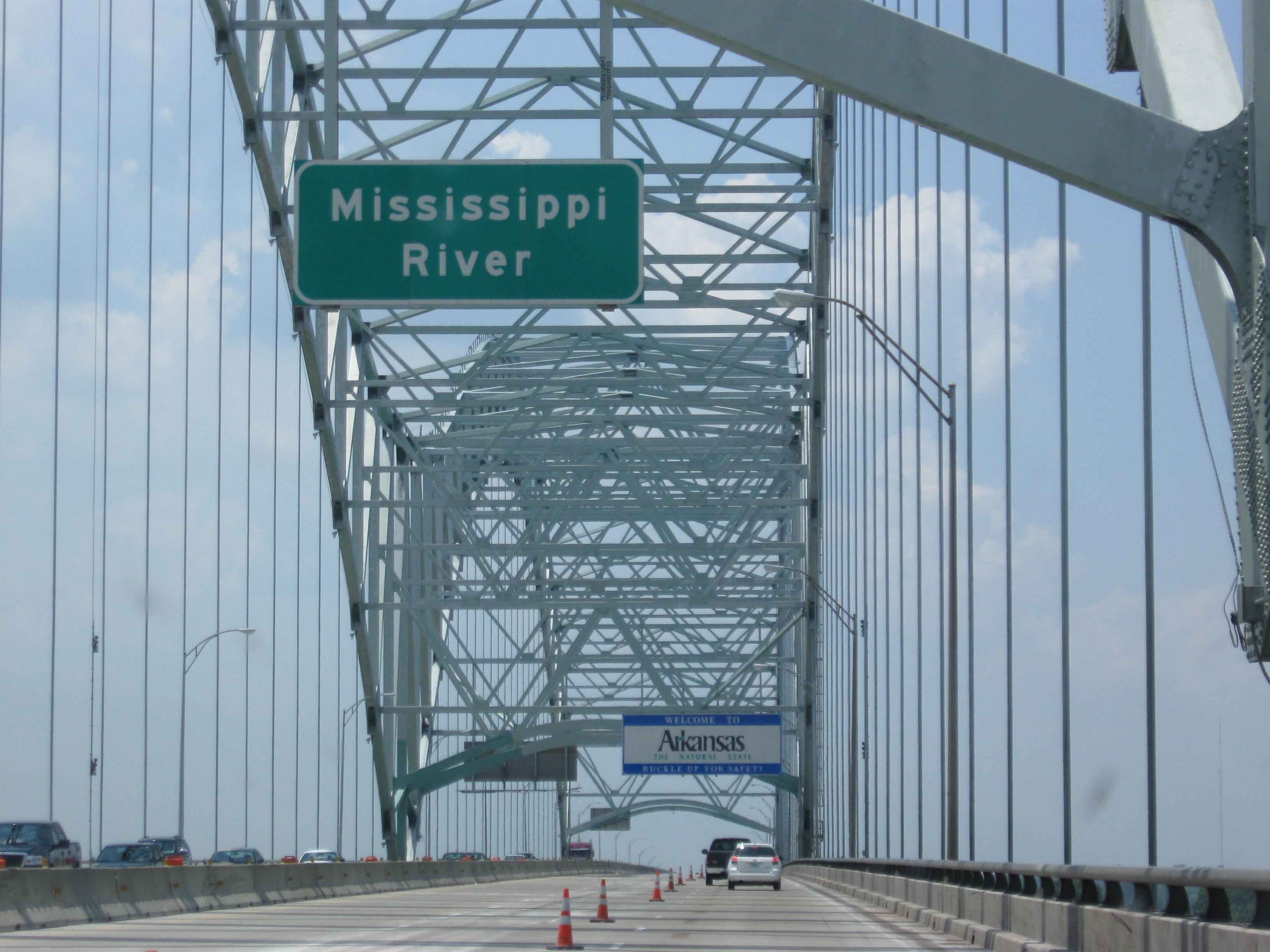